# Цегакронізм

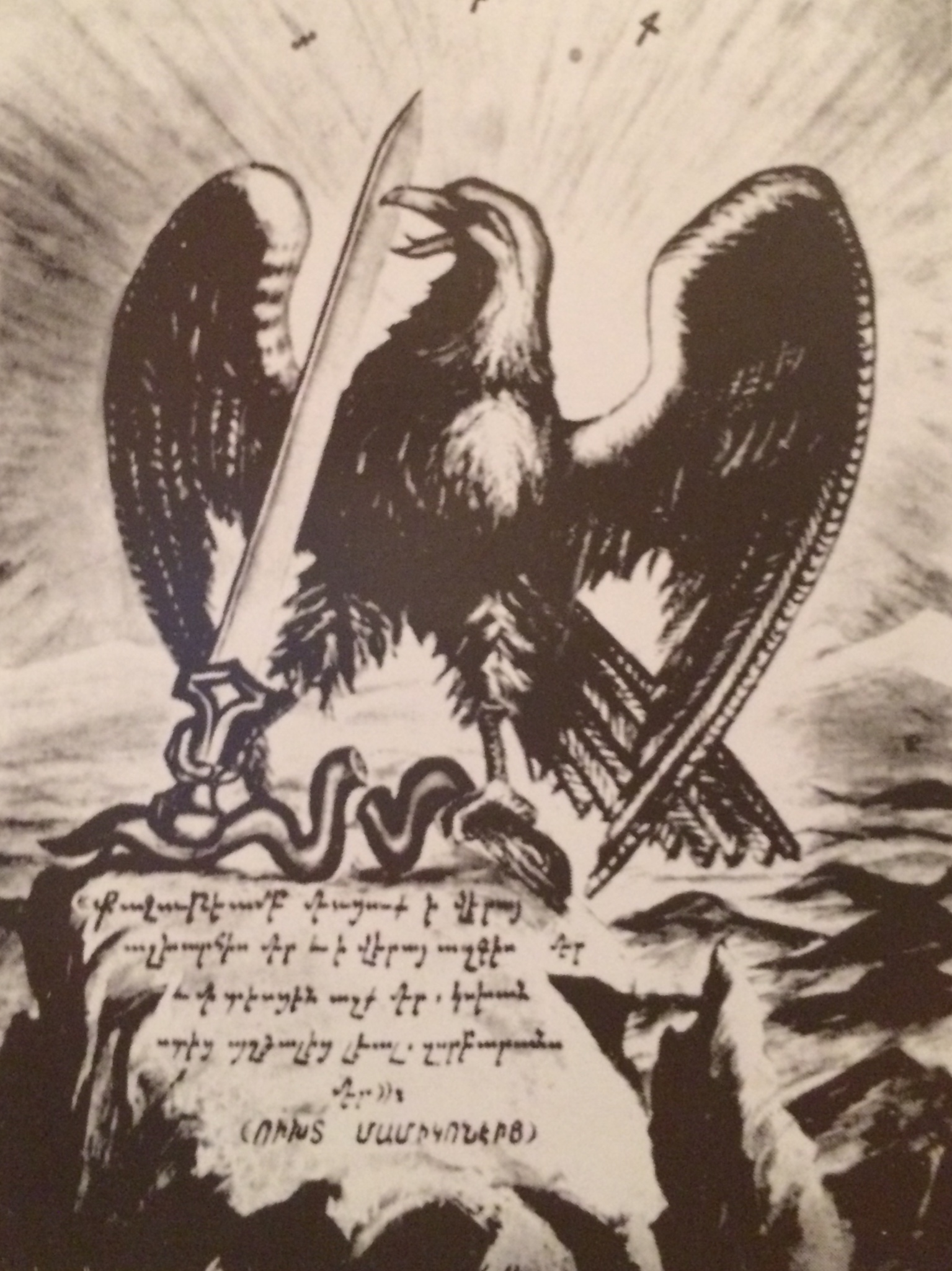
Символ цегакрону — Таронський орел.

Цегакрон або Цегакронізм (вірм. Ցեղակրոնություն) — вірменська націоналістична ідеологія, згідно з якою найвищою цінністю для індивідуума є його нація, поза якою він не може повноцінно існувати. Метою цегакронізму є об'єднання вірменського народу на всій території, яку вони вважають своєю історичною батьківщиною, в рамках єдиної вірменської держави.
Ідеологія цегакрону була розроблена Гарегіном Нжде та Айком Асатряном у 1930-х роках. Органічною частиною та продовженням цегакронізму є ідеологія таронізму.

## Походження терміна
Автором назви та ідеології в цілому є Гарегін Нжде. Термін має два корні:
- це́г (вірм. ցեղ рід, плем'я)
- кро́н (вірм. կրոն релігія, віра)

Для Нжде поняття це́г було набагато ширше, ніж те, що воно має в рамках антропології. Як він писав, «складно його визначити науковою мовою — тут може йтися лише про відносну свідомість». Нижче, за його визнанням, «не обмежується старими поняттями», оскільки не можна висловити всю глибину роду. Як писав Нжде, рід є чимось більшим, ніж сукупність людей. Рід існує з давніх-давен.

## Значення терміна
Цегакро́н (вірм. ցեղակրոն) — прихильник і носій ідеології цегакронізму. Бути цегакроном, згідно з Нждою, означає нести в рамках свого індивідуума також і свій рід з усіма його рисами, мораллю, нести всі ті вірменські родові якості, які виявлялися протягом історії вірменського народу. Коренем вірменського іменника кро́н є дієслово кре́л (вірм. կրել нести), тобто цим цегакрон несе в собі традиційні цінності й світоглядні погляди свого роду.

Векторизована версія Таронського орла

Цегакронізм є чимось більшим, ніж патріотизм або родошанування, включаючи дані та подібні до них поняття. У цьому полягає вибір Гарегіном Нжде нового терміна як назви ідеологічної концепції.

## Ідеологія

### «Три типи вірменів»
Ідеологія цегакронізму ділить вірменство на три чуттєво-свідомі частини:
- національно-родова (це́гх)
- невизначена (жохову́рд)
- антинаціональна (така́нк)

Більшість вірмен являють собою жохову́рд, тобто деяка кількість людей, які частково мають вірменські якості. Лише мала частина вірмен своїм чуттєво-свідомим рівнем і стилем життя виступає як це́гх (роду, нації). Третю частину вірменства становлять така́нки.

### Цегакрон
Цегакрон є ідеологізованим варіантом вірменина-цехамарду. Цегакрон не схильний до перекрученого впливу навколишнього середовища, оскільки знає, що його неможливо перемогти, якщо він житиме у згоді з традиційними родовими цінностями. Цегакрон ненавидить боягузтво. Невипадково, в Цегакроновських присяжних союзах було заборонено вираз «не бійся!» (вірм. մի՛ վախնար), оскільки для цегакрона боятися за будь-кого означає принизити його («Ամերիկահայությունը 78»).
Органічними ворогами цегакрона є турки, більшовики та «їхні агенти». Цегакрон не приймає всі течії, релігії та вчення, які заперечують необхідність існування націй.
Цегакрон сповідує повну готовність загинути заради існування свого роду та держави. Для цегакрона свята ідея незалежності Вірменії. Цегакрон знає, що справжня незалежність Вірменської держави досягається кров'ю та самопожертвою.
Цегакрон зобов'язаний створити сім'ю з представником свого роду та мати велике потомство, оскільки знає, що народженням дітей забезпечується тривалість роду. Цегакрон — не звичайний працівник якоїсь науки чи мистецтва, але він є невтомним воїном, який робить так, щоб науки та мистецтва всіляко служили його роду.
Цегакрон підкоряється роду, який любить більше за своє життя. Воля роду, яка є волею до перемоги та існування, є верховною силою для цегакрона.

#### Цехамард
Цехамард (букв. людина роду) як представник цеху, є найкращою частиною вірменської нації, метою якої є увічнення свого виду на батьківщині, у Вірменії. Цехамард несе в собі вірменство й передає його нащадкам. Для цехамарда незамінна батьківщина, а її незалежності він потребує «мов кисню». Саме цехамард усвідомлено воює та жертвує собою для порятунку честі батьківщини («Լալայան, 2001»).

#### Жоховурд
Жоховурд (букв. народ) є частиною вірменства, що не визначилася і коливається. Жоховурд схильний до ефекту натовпу, якщо знаходиться більш під впливом таканків, ніж цехамардів. Жоховурд живе повсякденним життям, а цехамарди — вічними ідеалами та цілями, пам'яттю про минуле, а також твердою вірою в майбутнє та щоденною тривалою боротьбою одночасно.

#### Таканк
Таканк є відступницьким елементом у вірменстві, це внутрішній ворог роду, що є частиною зовнішнього ворога. Як вірменин, таканк — безхребетний і не має почуття гордості, а як людина, таканк — егоцентричний, меркантильний та огидний. У своїй свідомості таканк не має жодних обов'язків перед вірменською нацією та державою, але завжди щось вимагає для себе.
Здебільшого, таканк не має національної приналежності — і те, що він говорить вірменською, є лише наслідком того, що батьки передали йому цю мову як засіб спілкування та іншого він сам поки що не знайшов. Таканк не визнає батьківщини. Для таканка найвищою цінністю є гроші. Таких людей Айк Асатрян назвав «антиродовими шайтанами» (вірм. ցեղանենգ շեյթան). Це найбільш «мертва» частина вірменства, що назавжди стала зловісним натовпом.

### Культи
Цегакронізм оголошує найвищою цінністю рід. Істотною частиною цегакронізму є культ роду, тобто поклоніння цінностям, святиням та дотримання традицій. У рамках культу роду є сім окремих культів:

#### Культ Батьківщини
Культом Батьківщини є відданість та поклоніння тій землі, на якій природним чином утворилася вірменська нація, на якій вона будувала свою державу та цивілізацію, створювала свою оригінальну культуру. У цій землі тіла її синів і дочок; і за любов до цієї землі, за її свободу боролися хоробрі предки.

#### Культ крові
Культом крові обумовлені духовно-тілесні риси всього роду. Цегакронізм проповідує чистоту вірменської крові, у чистоті якої бачиться майбутнє вірменської нації.

#### Культ мови
У питанні мови цегакронізм непоступливий: від вірменина потрібно з вірменином говорити вірменською, нагадуючи, що смерть мови прискорює духовну смерть народу. Виходячи з цього, цегакронізм проповідує культ до рідної мови, чистотою та осмисленням якої зумовлено майбутнє народу.
З позицій цегакронізму вважається важливим ідеологічне розкриття культурного змісту та сенсу слів у вірменській мові.

#### Культ полеглих за рід
Культом загиблих за вірменську націю є пошана та глибока повага до святих мучеників, «які своєю мужністю уподібнилися до левів, уподібнилися богам своєю відданістю, які своєю кров'ю забезпечили вічне існування нашого роду та нашої честі».

#### Культ предків
Цегакронізм визнає велике зло переселення духовного зв'язку між минулими й наступними поколіннями, яке виходить за межі вчорашнього та остаточного органічного зв'язку роду. Нжде пише:
Якщо перервався зв'язок між молодим і попереднім йому поколіннями, значить це покоління відривається від цінностей і святинь роду, що існували до нього... Той, хто відірвався від попередніх поколінь, стає духовно безпідставним і неспрямованим. Значним є той духовний зв'язок між поколіннями, завдяки якому наступним передається вічне полум'я роду.Оригінальний текст (вірм.)
Նորահաս սերունդը կտրվե՞ց անցնող կամ անցած գնացած սերունդներից՝ նա էապես կտրվում է մինչ այդ գոյություն ունեցող Ցեղի արժեքներից ու սրբություններից... Հին սերունդից կտրվողը դառնում է հոգեպես անհող և անուղի: Էականը հոգեհաղորդակցությունն է սերունդների միջև, որի շնորհիվ վերջինները փոխանցում են Ցեղի հավիտենական բոցը...

Прапор князівського роду Мамиконянів

Мати духовний зв'язок, згідно з цегакронізмом, означає «пережити історичною пам'яттю життя попередніх поколінь, пов'язуючи долі наших поколінь»: У цегакронізмі присутні найглибша повага до князівського роду Мамиконян. Нжде пише:
Хто більш-менш знайомий з історією Вірменії, відразу ж зрозуміє, що рух цегакронізму, як присяжний союз, уподібнюється присяжним союзам лицарів роду Мамиконян. Як і Мамиконяни, цегакрони сповідують безкорисливу відданість нації та рішучу готовність з хоробрістю прийняти смерть в ім'я Батьківщини.Оригінальний текст (вірм.)
«Ով այս կամ այն չափ ծանոթ է Հայոց պատմությանը, անմիջապես կհասկանա, որ Ցեղակրոն շարժումը, որպես ուխտ, նման է Մամիկոնեից ասպետների Ուխտին: Մամիկոնյանների պես, ցեղակրոնը դավանում է՝ ազգին անշահախնդիր նվիրվածություն և հանուն Հայրենիքի մահը քաջաբար ընդունելու վճռականություն»
Звеличуючи войовничість роду Мамиконянів, Нжде також наголошував на іншому прояві сутності вірменина — культурному дусі Багратіди.

#### Культ сили
Цегакронізм пропагує культ сили, оскільки життя дає дорогу сильним духом, думкою та тілом.

#### Культ лідера
В ідеології цегакронізму також необхідно шанувати праведного лідера, чия правиця вимальовує долі народів і кому народи зобов'язані своїм розквітом та занепадом. Цегакронізм вимагає підкорятися волі роду, зокрема підкорятися волі праведного лідера роду, який є носієм і вчителем родової чесноти.

## Історія

### Ідеологічні засади
Ідеологія цегакронізму, створена Гарегіном Нжде, спиралася на роботи Гевонда Алішана, Раффі, Рафаела Патканяна, Даніела Варужана, Аветіса Агароняна та інших національних вірменських мислителів. Однак, це були лише розрізнені ідеї, узагальненням, систематизацією і доповненням яких згодом і зайнявся Нжде, заснувавши цегакронізм.

### Давидбеківські присяжні союзи
Ідеї цегакронізму зародилися у Нжде ще у Вірменії, коли в 1919-1921 роках в керованому ним Сюнік були залучені Давидбеківські присяжні союзи. Як пише сам Нжде:

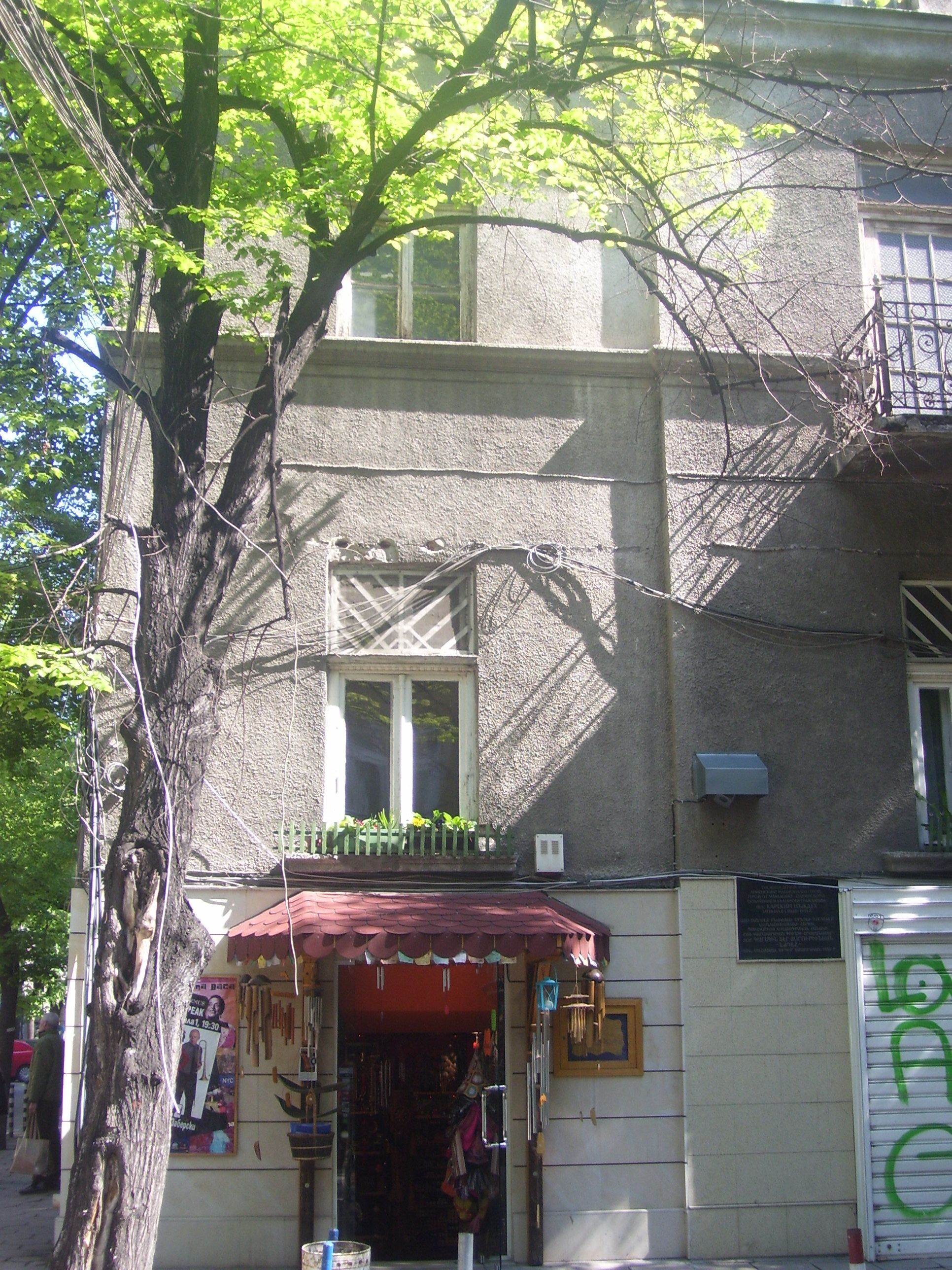
Дім Нжде у Софії

В особі наших родозахисних Давидбеківських присяжних союзів з 1920 року почав діяти та переміг цегакронізм.Оригінальний текст (вірм.)
հանձինս մեր Դավիթբեկյան ցեղապահ ուխտերի՝ 1920-ին գործեց ու հաղթանակաեց ցեղակրոնությունը:

### Остаточне становлення цегакронізму (1932-1937)
У 1932 році, у журналі «Хровк», що виходить в Софії, Гарегін Нжде опублікував статтю «Цегакронізм як запорука перемоги» (вірм. «Ցեղակրոնությունն իբրև հաղթանակի զորույթ»), що стала першою теоретичною роботою цегакронізму. У цій статті Нжде пише:
Якщо сьогодні наш народ тільки-но отримує удари та трагічно не може відповісти на них, то причиною цього є те, що він не живе по-родовому. Цегакронізм — ось та панацея, без якої вірменство залишиться найбільш знедоленою частиною людської цивілізації.Оригінальний текст (вірм.)
Եթե ցայսօր մեր ժողովուրդը հարվածներ է միայն ստանում և ողբերգորեն անկարող է հակահարվածել - դրա պատճառն այն է, որ նա չի ապրում ցեղորեն... Ցեղակրոնությո՛ւն - ահա համադարմանը, առանց որի հայությունը կմնա մարդկության քաղաքականապես ամենատնանկ մասը:

## Цегакронізм і Фрідріх Ніцше
Низка дослідників стверджують, що ідеологія цегаронізму розвивалася, окрім іншого, під впливом ідей Фрідріха Ніцше. Насправді проповідь культу сили в цегакронізмі, заклики до рішучих дій та низку інших особливостей схожі з філософією Ніцше, проте між ними є ряд принципових світоглядних та гуманістичних відмінностей. Наприклад, стрижнем ніцшеанства є надлюдина, яка є метою, у той час, як основою цегакронізму є рід, а цехамард, тобто надлюдина в цегакроністському розумінні, є лише засобом для існування та розвитку роду. Ніцше не приймав християнство і був проти будь-яких поступок щодо нього, однак цегакронізм приймає християнство, але прагне до більшої «націоналізації» Вірменської церкви. Ніцше також не визнає Бога, тоді як цегакронізм приймає його існування.